# در روز عروسی تو
در روز عروسی تو (انگلیسی: On Your Wedding Day; کره‌ای: 너의 결혼식) یک فیلم کمدی رمانتیک سال ۲۰۱۸ محصول کره جنوبی است و عشق و دوستی ده ساله میان دو نفر از نوجوانی تا بزرگسالی را به تصویر می‌کشد. این فیلم به نویسندگی و کارگردانی لی سوک گون و با بازی پارک بو یونگ و کیم یونگ کوانگ است. این فیلم در ۲۲ اوت ۲۰۱۸ منتشر شد.

## بازیگران

### اصلی
- پارک بو یونگ در نقش هوان سونگ هی، دختری که به عشق حقیقی در نگاه اول اعتقاد دارد[۹]
- کیم یونگ کوانگ در نقش هوانگ وو یون، دوست سونگ هی در دبیرستان و کسی که در نگاه اول عاشقش می‌شود و او را سرنوشت خود می‌داند[۱۰]